# 안태윤
안태윤(한국 한자: 安兌胤, 2001년 3월 2일 ~ )는 대한민국의 축구 선수로, 포지션은 골키퍼이다.

## 축구인 경력
안태윤 대전 하나 시티즌의 산하 유소년 팀인 유성중학교(대전 U-15), 충남기계공업고등학교(대전 U-18) 축구부 출신으로, K리그2 2020 시즌 여름이적시장 기간에 대전 하나 시티즌과 준프로 계약을 체결하였다.